# Kotharia
Kotharia est une ville dans le district de Rajsamand au Rajasthan.
Elle est située sur la rive droite de la Banas, à environ 19 km au nord-est d'Udaipur, et à 10 km de Nathdwara.

## Histoire
Les premiers souverains de Kotharia étaient les descendants du dernier roi Chauhan de Ranthambhor...